# Киртелинское сельское поселение
Киртелинское се́льское поселе́ние — муниципальное образование в Тетюшском районе Татарстана Российской Федерации.
Административный центр — село Киртели.

## История
Статус и границы сельского поселения установлены Законом Республики Татарстан от 31 января 2005 года № 41-ЗРТ «Об установлении границ территорий и статусе муниципального образования "Тетюшский муниципальный район" и муниципальных образований в его составе».

## Население
| 2010 | 2011 | 2012 | 2013 | 2014 | 2015 | 2016 |
| ---- | ---- | ---- | ---- | ---- | ---- | ---- |
| 610  | ↘605 | ↘561 | ↘547 | ↘526 | ↗529 | ↘513 |
| 2017 | 2018 |      |      |      |      |      |
| ↘510 | ↘498 |      |      |      |      |      |

## Состав сельского поселения
| № | Населённый пункт | Тип населённого пункта       | Население |
| - | ---------------- | ---------------------------- | --------- |
| 1 | Васильевка       | деревня                      |           |
| 2 | Кадышево         | село                         |           |
| 3 | Киртели          | село, административный центр |           |
| 4 | Красный Восток   | деревня                      |           |